# Liste deutsch-griechischer Städte- und Gemeindepartnerschaften
Dies ist eine – womöglich noch unvollständige – Liste von Städte- und Gemeindepartnerschaften zwischen Deutschland und Griechenland.
| Deutsche Gemeinde   | Bundesland          | Griechische Gemeinde | Region                     | seit                          |
| ------------------- | ------------------- | -------------------- | -------------------------- | ----------------------------- |
| Abensberg           | Bayern              | Parga                | Epirus                     | 1986                          |
| Amberg              | Bayern              | Trikala              | Thessalien                 | 2001                          |
| Aschheim            | Bayern              | Leros                | Südliche Ägäis             | 2000                          |
| Bönningstedt        | Schleswig-Holstein  | Rachoni              | Ostmakedonien und Thrakien | 1991                          |
| Brühl               | Nordrhein-Westfalen | Chalkida             | Mittelgriechenland         | 1999                          |
| Burg                | Sachsen-Anhalt      | Afandou (auf Rhodos) | Südliche Ägäis             | 1993                          |
| Castrop-Rauxel      | Nordrhein-Westfalen | Trikala              | Thessalien                 | 2013                          |
| Detmold             | Nordrhein-Westfalen | Kallithea            | Attika                     | 2006                          |
| Fürth               | Bayern              | Xylokastro           | Peloponnes                 | 2006                          |
| Gemmrigheim         | Baden-Württemberg   | Trigono              | Ostmakedonien und Thrakien | 2003                          |
| Gifhorn             | Niedersachsen       | Xanthi               | Ostmakedonien und Thrakien | 1984                          |
| Großostheim         | Bayern              | Archea Olymbia       | Peloponnes                 | 1999                          |
| Gummersbach         | Nordrhein-Westfalen | Afandou (auf Rhodos) | Südliche Ägäis             | 2001                          |
| Köln                | Nordrhein-Westfalen | Thessaloniki         | Zentralmakedonien          | 1988                          |
| Bad Kötzting        | Bayern              | Preveza              | Epirus                     | 1991(im Rahmen der Douzelage) |
| Lauf an der Pegnitz | Bayern              | Drama                | Ostmakedonien und Thrakien | 2008                          |
| Leipzig             | Sachsen             | Thessaloniki         | Zentralmakedonien          | 1984                          |
| Mainburg            | Bayern              | Zaros                | Kreta                      | 2002                          |
| Maintal             | Hessen              | Katerini             | Zentralmakedonien          | 1995                          |
| Meddersheim         | Rheinland-Pfalz     | Nea Kios             | Peloponnes                 | 2008                          |
| Meißen              | Sachsen             | Korfu (Stadt)        | Ionische Inseln            | 1996                          |
| Menden (Sauerland)  | Nordrhein-Westfalen | Chalkida             | Mittelgriechenland         | 2000(Städtefreundschaft)      |
| Mühldorf am Inn     | Bayern              | Iraklio              | Kreta                      | 2004                          |
| Nürnberg            | Bayern              | Kavala               | Ostmakedonien und Thrakien | 1999                          |
| Ottobrunn           | Bayern              | Nafplio              | Peloponnes                 | 1978                          |
| Peine               | Niedersachsen       | Tripoli              | Peloponnes                 | 2000                          |
| Schwabach           | Bayern              | Kalambaka            | Thessalien                 | 2002                          |
| Siegburg            | Nordrhein-Westfalen | Orestiada            | Ostmakedonien und Thrakien | 1994                          |
| Steglitz-Zehlendorf | Berlin              | Sochos               | Zentralmakedonien          | 1993                          |
| Troisdorf           | Nordrhein-Westfalen | Korfu (Stadt)        | Ionische Inseln            | 1996                          |
| Velbert             | Nordrhein-Westfalen | Igoumenitsa          | Epirus                     | 2012                          |